# Hopman Cup 2015
La Hopman Cup 2015 est la 27e édition du tournoi. Huit équipes mixtes participent à la compétition qui se déroule selon les modalités dites du « round robin » : séparées en deux poules de quatre équipes, les premières de chaque poule se disputent le titre en finale. Chaque confrontation entre deux pays comporte trois matchs : un simple dames, un simple messieurs et un double mixte souvent décisif.
Le tournoi se déroule à Perth, en Australie.

## Faits marquants
- Le Tchèque Radek Štěpánek déclare forfait deux semaines avant le début du tournoi en raison d'un souci musculaire à la jambe droite[2]. Il est remplacé par Adam Pavlásek, 240e mondial.
- L'Australien Nick Kyrgios déclare forfait le 31 décembre en raison d'une blessure au dos[3]. Il est remplacé par Matthew Ebden, 230e mondial.

## Participants
| N° | Nation     | Joueurs                         | Résultat | Résultat                 |
| 1  | Canada     | Eugenie Bouchard Vasek Pospisil |          | 2 victoires - 1 défaite  |
| 2  | Tchéquie   | Lucie Šafářová Adam Pavlásek    |          | 2 victoires - 1 défaite  |
| 3  | Italie     | Flavia Pennetta Fabio Fognini   |          | 0 victoire - 3 défaites  |
| 4  | États-Unis | Serena Williams John Isner      |          | 2 victoires - 2 défaites |

| N° | Nation      | Joueurs                            | Résultat | Résultat                |
| 5  | Australie   | Casey Dellacqua Matthew Ebden      |          | 0 victoire - 3 défaites |
| 6  | France      | Alizé Cornet Benoît Paire          |          | 2 victoires - 1 défaite |
| 7  | Royaume-Uni | Heather Watson Andy Murray         |          | 2 victoires - 1 défaite |
| 8  | Pologne     | Agnieszka Radwańska Jerzy Janowicz |          | 3 victoires - 1 défaite |

## Matchs de poule
L'équipe en tête de chaque poule est qualifiée pour la finale.

### Groupe A

#### Classement
| Rang | Pays       | V - D | Matchs | Sets   | Jeux      |
| ---- | ---------- | ----- | ------ | ------ | --------- |
| 1    | États-Unis | 2 - 1 | 7 - 2  | 14 - 8 | 115 - 106 |
| 2    | Tchéquie   | 2 - 1 | 5 - 4  | 11 - 9 | 104 - 87  |
| 3    | Canada     | 2 - 1 | 5 - 4  | 11 - 8 | 97 - 84   |
| 4    | Italie     | 0 - 3 | 1 - 8  | 6 - 17 | 88 - 126  |

#### Matchs détaillés
|  | Équipe 1 | Score | Équipe 2           |  |
|  | Canada   | 1 – 2 | République tchèque |  |

| Ordre des matchs | Joueurs                           | Points au premier set | Points au second set | Points au troisième set |
| ---------------- | --------------------------------- | --------------------- | -------------------- | ----------------------- |
| 1                | Eugenie Bouchard                  | 0                     | 4                    |                         |
| 1                | Lucie Šafářová                    | 6                     | 6                    |                         |
|                  |                                   |                       |                      |                         |
| 2                | Vasek Pospisil                    | 7                     | 6                    |                         |
| 2                | Adam Pavlásek                     | 65                    | 2                    |                         |
|                  |                                   |                       |                      |                         |
| 3 (sans enjeu)   | Eugenie Bouchard - Vasek Pospisil | 4                     | 2                    |                         |
| 3 (sans enjeu)   | Lucie Šafářová - Adam Pavlásek    | 6                     | 6                    |                         |

|  | Équipe 1 | Score | Équipe 2   |  |
|  | Italie   | 0 – 3 | États-Unis |  |

| Ordre des matchs | Joueurs                         | Points au premier set | Points au second set | Points au troisième set |
| ---------------- | ------------------------------- | --------------------- | -------------------- | ----------------------- |
| 1                | Flavia Pennetta                 | 6                     | 3                    | 0                       |
| 1                | Serena Williams                 | 0                     | 6                    | 6                       |
|                  |                                 |                       |                      |                         |
| 2                | Fabio Fognini                   | 5                     | 7                    | 64                      |
| 2                | John Isner                      | 7                     | 5                    | 7                       |
|                  |                                 |                       |                      |                         |
| 3 (sans enjeu)   | Flavia Pennetta - Fabio Fognini | 2                     | 6                    | 9                       |
| 3 (sans enjeu)   | Serena Williams - John Isner    | 6                     | 2                    | 11                      |

|  | Équipe 1           | Score | Équipe 2 |  |
|  | République tchèque | 3 – 0 | Italie   |  |

| Ordre des matchs | Joueurs                             | Points au premier set | Points au second set | Points au troisième set |
| ---------------- | ----------------------------------- | --------------------- | -------------------- | ----------------------- |
| 1                | Lucie Šafářová                      | 7                     | 6                    |                         |
| 1                | Flavia Pennetta                     | 5                     | 3                    |                         |
|                  |                                     |                       |                      |                         |
| 2                | Adam Pavlásek                       | 3                     | 7                    | 6                       |
| 2                | Fabio Fognini                       | 6                     | 5                    | 1                       |
|                  |                                     |                       |                      |                         |
| 3 (sans enjeu)   | Lucie Šafářová - Adam Pavlásek      | 8                     |                      |                         |
| 3 (sans enjeu)   | Flavia Pennetta - Benjamin Mitchell | 6                     |                      |                         |

|  | Équipe 1 | Score | Équipe 2   |  |
|  | Canada   | 2 – 1 | États-Unis |  |

| Ordre des matchs | Joueurs                           | Points au premier set | Points au second set | Points au troisième set |
| ---------------- | --------------------------------- | --------------------- | -------------------- | ----------------------- |
| 1                | Eugenie Bouchard                  | 6                     | 6                    |                         |
| 1                | Serena Williams                   | 2                     | 1                    |                         |
|                  |                                   |                       |                      |                         |
| 2                | Vasek Pospisil                    | 6                     | 7                    |                         |
| 2                | John Isner                        | 3                     | 64                   |                         |
|                  |                                   |                       |                      |                         |
| 3 (sans enjeu)   | Eugenie Bouchard - Vasek Pospisil | 3                     | 5                    |                         |
| 3 (sans enjeu)   | Serena Williams - John Isner      | 6                     | 7                    |                         |

|  | Équipe 1 | Score | Équipe 2 |  |
|  | Canada   | 2 – 1 | Italie   |  |

| Ordre des matchs | Joueurs                           | Points au premier set | Points au second set | Points au troisième set |
| ---------------- | --------------------------------- | --------------------- | -------------------- | ----------------------- |
| 1                | Eugenie Bouchard                  | 6                     | 6                    |                         |
| 1                | Flavia Pennetta                   | 3                     | 4                    |                         |
|                  |                                   |                       |                      |                         |
| 2                | Vasek Pospisil                    | 6                     | 6                    |                         |
| 2                | Fabio Fognini                     | 0                     | 3                    |                         |
|                  |                                   |                       |                      |                         |
| 3 (sans enjeu)   | Eugenie Bouchard - Vasek Pospisil | 3                     | 6                    | 7                       |
| 3 (sans enjeu)   | Flavia Pennetta - Fabio Fognini   | 6                     | 4                    | 10                      |

|  | Équipe 1           | Score | Équipe 2   |  |
|  | République tchèque | 0 – 3 | États-Unis |  |

| Ordre des matchs | Joueurs                        | Points au premier set | Points au second set | Points au troisième set |
| ---------------- | ------------------------------ | --------------------- | -------------------- | ----------------------- |
| 1                | Lucie Šafářová                 | 3                     | 7                    | 6                       |
| 1                | Serena Williams                | 6                     | 61                   | 7                       |
|                  |                                |                       |                      |                         |
| 2                | Adam Pavlásek                  | 64                    | 4                    |                         |
| 2                | John Isner                     | 7                     | 6                    |                         |
|                  |                                |                       |                      |                         |
| 3 (sans enjeu)   | Lucie Šafářová - Adam Pavlásek | 3                     | 3                    |                         |
| 3 (sans enjeu)   | Serena Williams - John Isner   | 6                     | 6                    |                         |

### Groupe B

#### Classement
| Rang | Pays        | V - D | Matchs | Sets    | Jeux      |
| ---- | ----------- | ----- | ------ | ------- | --------- |
| 1    | Pologne     | 2 - 1 | 6 - 3  | 14 - 7  | 110 - 82  |
| 2    | Royaume-Uni | 2 - 1 | 6 - 3  | 12 - 7  | 93 - 83   |
| 3    | France      | 2 - 1 | 5 - 4  | 12 - 11 | 120 - 109 |
| 4    | Australie   | 0 - 3 | 1 - 8  | 4 - 17  | 71 - 120  |

#### Matchs détaillés
|  | Équipe 1  | Score | Équipe 2 |  |
|  | Australie | 0 – 3 | Pologne  |  |

| Ordre des matchs | Joueurs                              | Points au premier set | Points au second set | Points au troisième set |
| ---------------- | ------------------------------------ | --------------------- | -------------------- | ----------------------- |
| 1                | Casey Dellacqua                      | 2                     | 3                    |                         |
| 1                | Agnieszka Radwańska                  | 6                     | 6                    |                         |
|                  |                                      |                       |                      |                         |
| 2                | Matthew Ebden                        | 6                     | 5                    | 0                       |
| 2                | Jerzy Janowicz                       | 3                     | 7                    | 6                       |
|                  |                                      |                       |                      |                         |
| 3 (sans enjeu)   | Casey Dellacqua - Benjamin Mitchell  | 6                     |                      |                         |
| 3 (sans enjeu)   | Agnieszka Radwańska - Jerzy Janowicz | 8                     |                      |                         |

|  | Équipe 1    | Score | Équipe 2 |  |
|  | Royaume-Uni | 2 – 1 | France   |  |

| Ordre des matchs | Joueurs                      | Points au premier set | Points au second set | Points au troisième set |
| ---------------- | ---------------------------- | --------------------- | -------------------- | ----------------------- |
| 1                | Heather Watson               | 2                     | 2                    |                         |
| 1                | Alizé Cornet                 | 6                     | 6                    |                         |
|                  |                              |                       |                      |                         |
| 2                | Andy Murray                  | 6                     | 7                    |                         |
| 2                | Benoît Paire                 | 2                     | 5                    |                         |
|                  |                              |                       |                      |                         |
| 3 (sans enjeu)   | Heather Watson - Andy Murray | 6                     | 2                    | 10                      |
| 3 (sans enjeu)   | Alizé Cornet - Benoît Paire  | 4                     | 6                    | 8                       |

|  | Équipe 1 | Score | Équipe 2    |  |
|  | Pologne  | 2 – 1 | Royaume-Uni |  |

| Ordre des matchs | Joueurs                              | Points au premier set | Points au second set | Points au troisième set |
| ---------------- | ------------------------------------ | --------------------- | -------------------- | ----------------------- |
| 1                | Agnieszka Radwańska                  | 6                     | 6                    |                         |
| 1                | Heather Watson                       | 3                     | 1                    |                         |
|                  |                                      |                       |                      |                         |
| 2                | Jerzy Janowicz                       | 2                     | 4                    |                         |
| 2                | Andy Murray                          | 6                     | 6                    |                         |
|                  |                                      |                       |                      |                         |
| 3 (sans enjeu)   | Agnieszka Radwańska - Jerzy Janowicz | 6                     | 6                    |                         |
| 3 (sans enjeu)   | Heather Watson - Andy Murray         | 4                     | 4                    |                         |

|  | Équipe 1  | Score | Équipe 2 |  |
|  | Australie | 1 – 2 | France   |  |

| Ordre des matchs | Joueurs                             | Points au premier set | Points au second set | Points au troisième set |
| ---------------- | ----------------------------------- | --------------------- | -------------------- | ----------------------- |
| 1                | Casey Dellacqua                     | 6                     | 5                    | 1                       |
| 1                | Alizé Cornet                        | 4                     | 7                    | 6                       |
|                  |                                     |                       |                      |                         |
| 2                | Marinko Matosevic                   | 2                     | 6                    | 6                       |
| 2                | Benoît Paire                        | 6                     | 4                    | 2                       |
|                  |                                     |                       |                      |                         |
| 3 (sans enjeu)   | Casey Dellacqua - Marinko Matosevic | 63                    | 5                    |                         |
| 3 (sans enjeu)   | Alizé Cornet - Benoît Paire         | 7                     | 7                    |                         |

|  | Équipe 1 | Score | Équipe 2 |  |
|  | Pologne  | 1 – 2 | France   |  |

| Ordre des matchs | Joueurs                              | Points au premier set | Points au second set | Points au troisième set |
| ---------------- | ------------------------------------ | --------------------- | -------------------- | ----------------------- |
| 1                | Agnieszka Radwańska                  | 4                     | 6                    | 5                       |
| 1                | Alizé Cornet                         | 6                     | 2                    | 7                       |
|                  |                                      |                       |                      |                         |
| 2                | Jerzy Janowicz                       | 6                     | 7                    |                         |
| 2                | Benoît Paire                         | 4                     | 6                    |                         |
|                  |                                      |                       |                      |                         |
| 3 (sans enjeu)   | Agnieszka Radwańska - Jerzy Janowicz | 6                     | ab                   |                         |
| 3 (sans enjeu)   | Alizé Cornet - Benoît Paire          | 4                     |                      |                         |

|  | Équipe 1  | Score | Équipe 2    |  |
|  | Australie | 0 – 3 | Royaume-Uni |  |

| Ordre des matchs | Joueurs                             | Points au premier set | Points au second set | Points au troisième set |
| ---------------- | ----------------------------------- | --------------------- | -------------------- | ----------------------- |
| 1                | Casey Dellacqua                     | 3                     | 4                    |                         |
| 1                | Heather Watson                      | 6                     | 6                    |                         |
|                  |                                     |                       |                      |                         |
| 2                | Marinko Matosevic                   | 3                     | 2                    |                         |
| 2                | Andy Murray                         | 6                     | 6                    |                         |
|                  |                                     |                       |                      |                         |
| 3 (sans enjeu)   | Casey Dellacqua - Marinko Matosevic | 5                     | 1                    |                         |
| 3 (sans enjeu)   | Heather Watson - Andy Murray        | 7                     | 6                    |                         |

## Finale
|  | Équipe 1   | Score | Équipe 2 |  |
|  | États-Unis | 1 – 2 | Pologne  |  |